# 인터시티

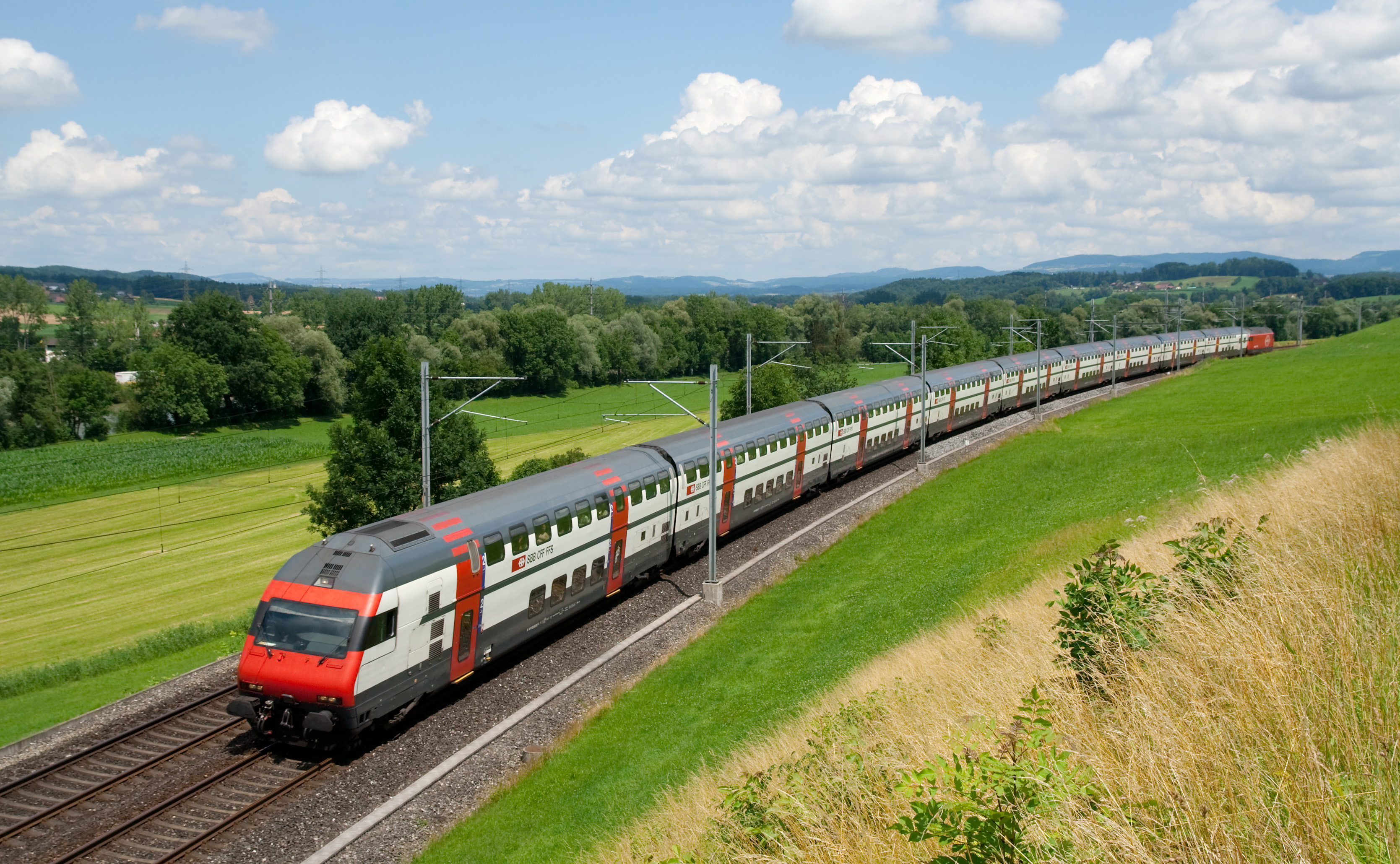

인터시티(InterCity)는 유럽 각국의 주된 재래선으로, 도시 간의 연락을 주된 목적으로 운영되는 우등 열차이다.
가까운 주요 도시를 중심으로 비교적 장거리를 전용 차량을 사용하여 각 선구의 최고 속도로 운전된다. 독일, 스위스, 오스트리아, 덴마크 등에서 특히 네트워크가 발달하고 있다.
인터시티는 원래 영국 국유철도가 비슷한 우등 열차에 준 호칭이었지만, 영국에서는 국철의 민영화에 따라 정식 호칭으로 이미 사용되고 있지 않다.

## 나라별 인터시티

### 오스트리아
오스트리아에서는 주요 간선 인터시티가 1시간 또는 2시간마다 운행되고 있으며, 비교적 정차역이 많아 급행 · 쾌속 열차로 이루어진다. 오스트리아는 유로시티의 국제 열차뿐만 아니라 국내 열차로 설정되어 인터시티보다 운행 거리가 길어 정차역이 적은 상위 열차로 자리 매김하고 있다.